# جامعة خاركوف الوطنية للاقتصاد
جامعة خاركوف الوطنية للاقتصاد مؤسسة تعليم عالي أوكرانية، (بالأوكرانية: Харківський національний економічний університет імені Семена Кузнеця) هي جامعة تقع في خاركيف أوبلاست، أوكرانيا. تأسست هذه الجامعة في سنة 1930